# Nagyrákos, Vas
Nagyrákos  este un sat în districtul Körmend, județul Vas, Ungaria, având o populație de 294 de locuitori (2011). 

## Demografie
Componența etnică a satului Nagyrákos
     Maghiari (98,88%)
     Germani (1,12%)
Componența confesională a satului Nagyrákos
     Reformați (50%)
     Romano-catolici (26,53%)
     Fără religie (3,74%)
     Atei (2,38%)
     Luterani (1,02%)
     Necunoscută (16,33%)
     Alte religii (1,7%)
Conform recensământului din 2011, satul Nagyrákos avea 294 de locuitori. Din punct de vedere etnic, majoritatea locuitorilor (98,88%) erau maghiari, cu o minoritate de germani (1,12%). Nu există o religie majoritară, locuitorii fiind reformați (50,0%), romano-catolici (26,53%), persoane fără religie (3,74%), atei (2,38%) și luterani (1,02%). Pentru 16,33% din locuitori nu este cunoscută apartenența confesională.